# Велецос, Анестис
Ане́стис «Э́нди» Ста́вру Веле́цос (англ. Anestis «Andy» Stavrou Veletsos; 28 апреля 1927, Константинополь, Турция — 25 октября 2018, Хьюстон, Техас, США) — греко-американский учёный и инженер, пионер и один из ведущих мировых экспертов в области динамики сооружений и сейсмостойкого строительства. Профессор Иллинойсского университета в Урбане-Шампейне и Университета Райса. Член Национальной инженерной академии (1979). Почётный доктор Университета Патр (1999).

## Биография
Этнический грек родом из Турции.

### Образование
Роберт-колледж (бакалавр наук, 1948), Иллинойсский университет в Урбане-Шампейне (магистр наук, 1950; доктор философии, 1953). Все учёные степени в области гражданского строительства.

### Карьера
Работал инженером-строителем.
Занимался динамикой конструкций и фундаментов, динамикой морских платформ и динамикой конструкций во время землетрясений.
Преподаватель Иллинойсского университета в Урбане-Шампейне (1953—1964) и Университета Райса (1964—2009, в том числе глава департамента гражданского строительства в 1964—1972 годах), адъюнкт-профессор Хьюстонского университета (2010—2013).
Приглашённый профессор Калифорнийского университета в Беркли (1977).
Автор более 140 научных публикаций.
Член редакционных коллегий ряда рецензируемых научных журналов.

## Личная жизнь
С 1966 года был женат на Кэтрин Иконому, в браке с которой имел двух дочерей.

## Награды и премии
- 1958, 1990 — Медаль Нормана[англ.][11]
- 1961 — Премия Уолтера Л. Хубера[англ.][12]
- 1978 — Медаль Натана М. Ньюмарка[англ.][13]
- 1990 — Премия Эрнеста Э. Ховарда[14]
- 1993 — Премия Раймонда К. Риза[15]
- 1997 — Медаль Джорджа У. Хауснера[16]
- 2001 — Медаль Теодора фон Кармана[17]

## Членство в организациях
- член Сейсмологического общества Америки[англ.]
- член Национальной инженерной академии (1979)
- почётный член Американского общества гражданских инженеров[англ.] (1997)[18]
- член Техасской академии медицины, инженерии и науки[англ.][19]
- член Международной ассоциации мостовой и структурной инженерии[англ.]
- член Научно-исследовательского института сейсмостойкого строительства[англ.] (вице-президент в 1974—1977 годах)[8][9]